# Salix tarraconensis
Salix tarraconensis — вид квіткових рослин із родини вербових (Salicaceae).

## Морфологічна характеристика
Це кущ, який може бути вищим за 1 метр.

## Середовище проживання
Іспанія. Зустрічається на скелях і осипищах в Каталонському узбережжі на висоті 700–1400 метрів.

## Загрози
Розвиток лісових доріг спричинив певну втрату середовища проживання. Випас худоби, особливо кіз, впливає на цей вид. Зсуви також становлять загрозу для цього виду. Деякі субпопуляції також постраждали від лісових пожеж.

## Галерея

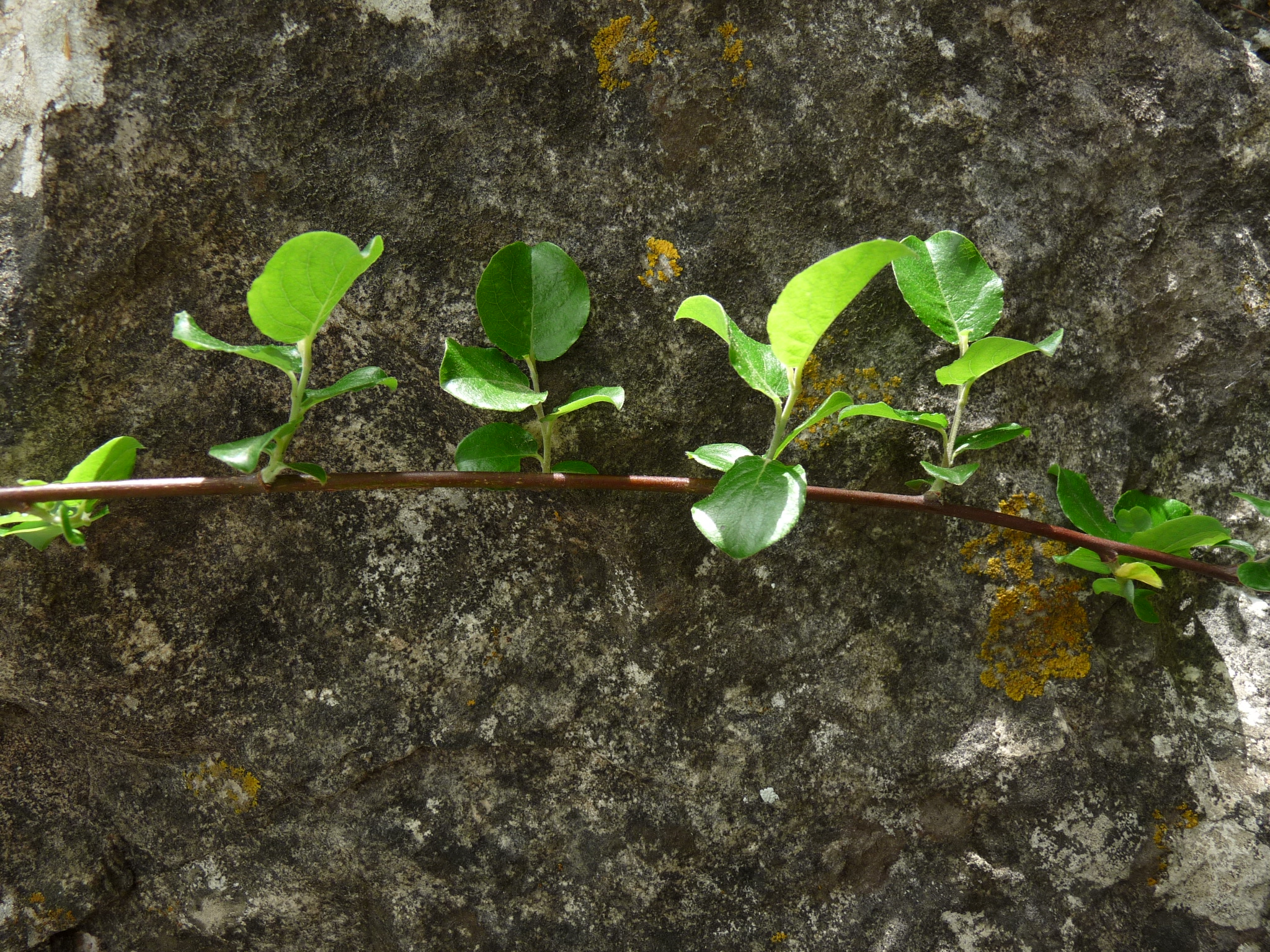
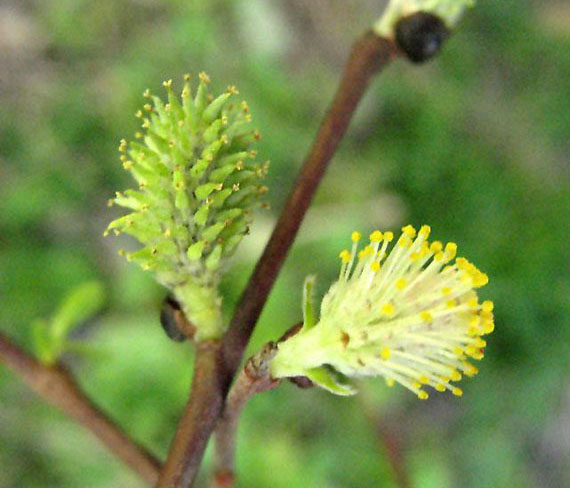

## Використання
Не відомо.